# تشارلز بي. كورتيس
تشارلز بي. كورتيس (بالإنجليزية: Charles B. Curtis)‏ هو محامي أمريكي، ولد في 27 أبريل 1940 في Upper Darby Township, Pennsylvania ‏ في الولايات المتحدة.

## وصلات خارجية
- تشارلز بي. كورتيس على موقع إن إن دي بي (الإنجليزية)